# Acacia boormanii
Espèce
Classification phylogénétique
Acacia boormanii est une espèce de plantes à fleurs de la famille des Mimosaceae, ou des Fabaceae selon la classification phylogénétique. C'est un arbuste originaire du sud-est de l'Australie. Ses fleurs sont de couleur « jaune d'or ». Cette plante fleurit en Février.

## Liens externes

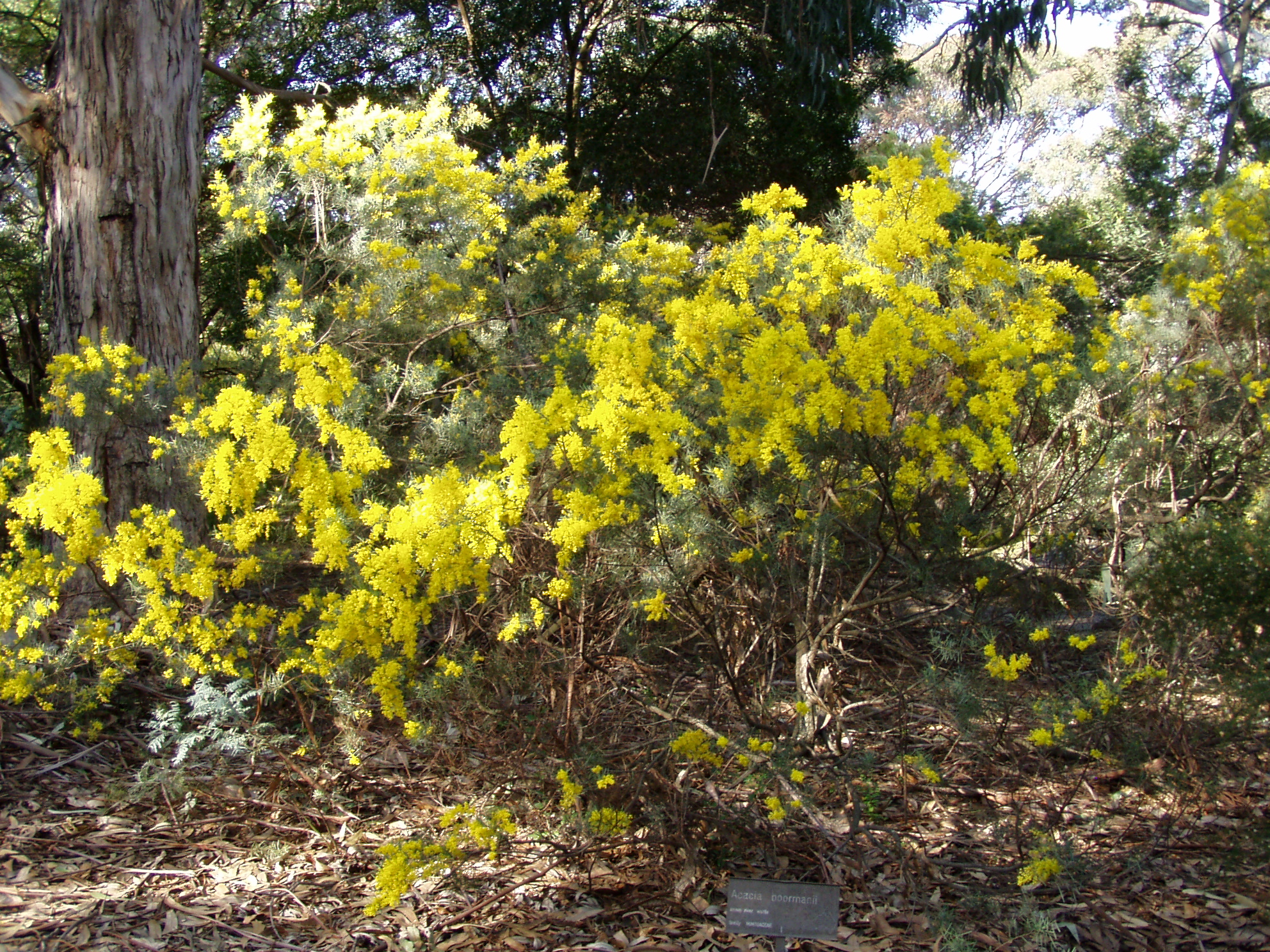
Acacia boormanii dans la nature.